# الحياة البرية في سلطنة عمان

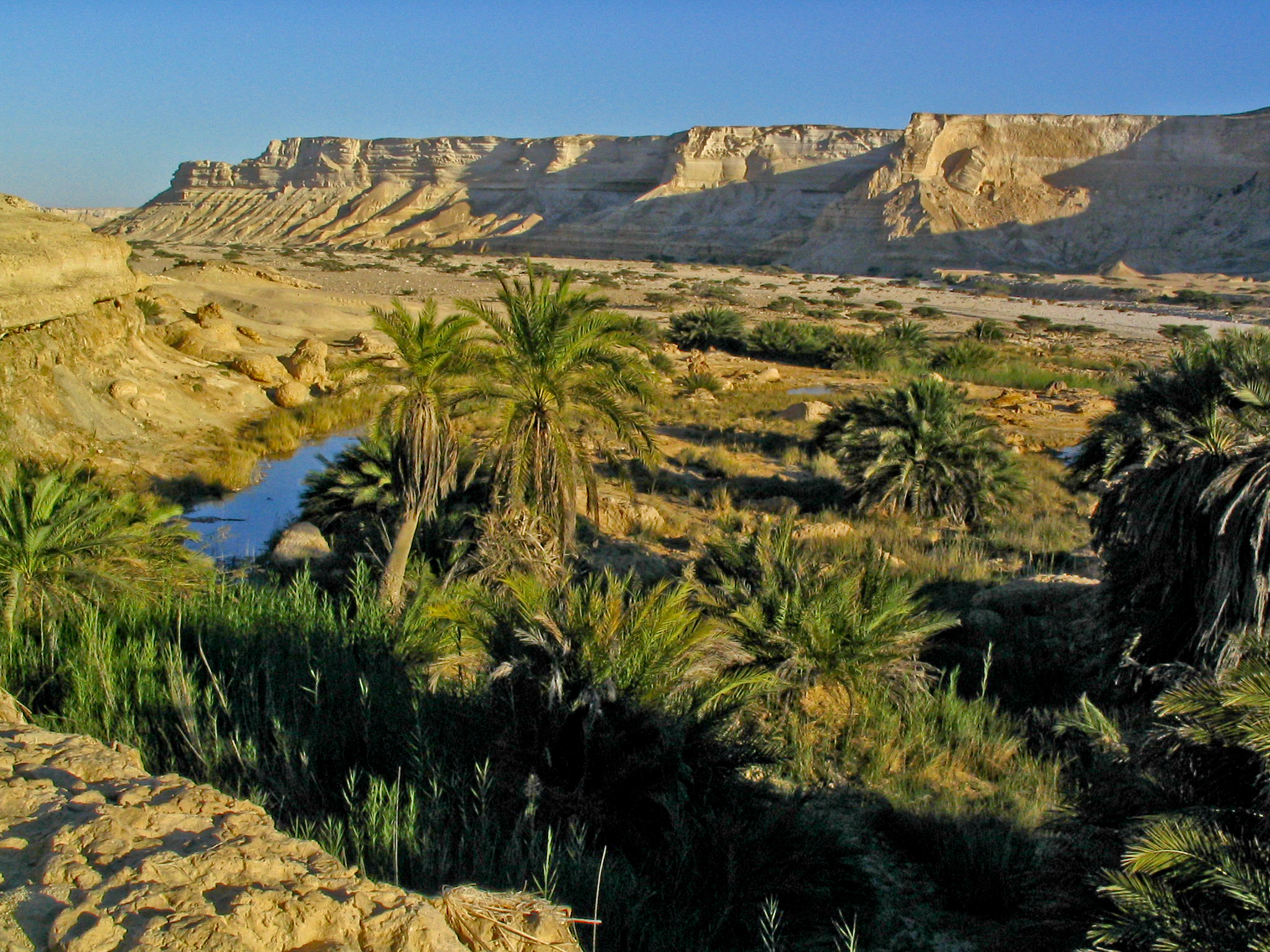
واحة في مشهد صحراوي عماني

الحياة البرية في عُمان- تتمثل في مجموعة النباتات والحيوانات المتواجدة في عمان، ذلك البلد الذي يقع في الركن الجنوبي الشرقي من شبه الجزيرة العربية، ويطل على خليج عُمان وبحر العرب. المناخ في عمان بشكل عام حار وجاف، باستثناء الساحل الجنوبي الشرقي، والبلاد زاخرة بمجموعة متنوعة من الأماكن الطبيعية المحفزة للحياة البرية بما في ذلك الجبال، والوديان، والصحاري، والسهول الساحلية، والسواحل البحرية.

## الجغرافيا

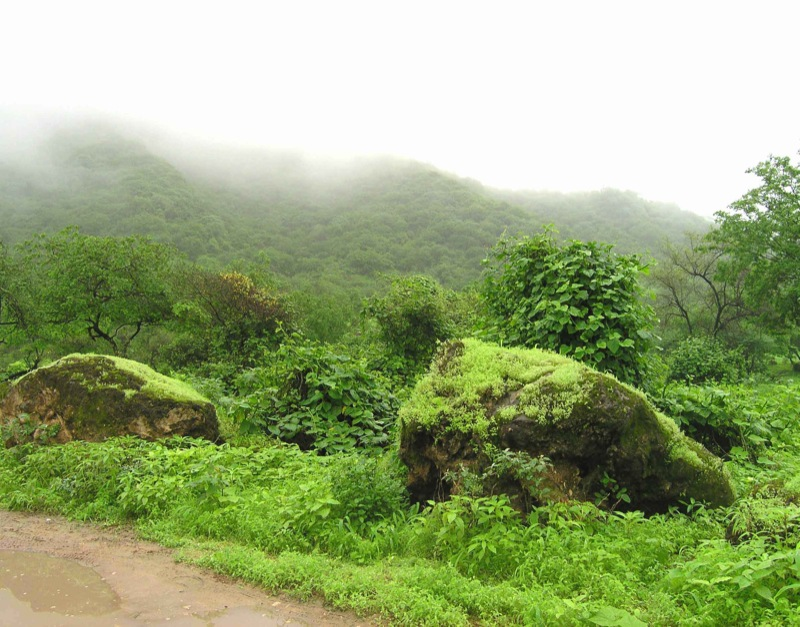
جبال ظفار المغطاة بالضباب في جنوب عمان، بالقرب من صلالة

إلى الشمال من عمان توجد منطقة منعزلة صغيرة ذات ساحل وعر بجوار مضيق هرمز. هذه المنطقة هي شبه جزيرة مسندم، وهي منفصلة عن بقية أراضي عُمان بجزء من الإمارات العربية المتحدة. البلاد الواقعة في شمال الجزء الرئيسي من عمان ذات طبيعة جبلية، حيث يصل ارتفاع سلسلة جبال الحجر في عمان إلى ما يقرب من 3,000 م (10,000 قدم). وهي ممتدة بالتوازي مع ساحل خليج عمان، ويوجد بينهما سهل ساحلي ضيق. ويمر بها عدد من الأودية، كما أنها تحتوي على العديد من الواحات. أما منطقة وسط عُمان، فهي تتكون من هضبة يحدها من الغرب صحراء الربع الخالي في المملكة العربية السعودية. ويعد الساحل في شرق وجنوب عُمان قاحلاً. وفي الجنوب من عمان، وبالتحديد في محافظة ظفار، تمتد الجبال باتجاه الشرق والغرب وتشمل جبل سمحان وجبل قمر. 
والمناخ في عمان بشكل عام حار جدًا، حيث تصل درجات الحرارة إلى 40 °م (104 °ف) أو أكثر في منتصف فصل الصيف.  وتهطل الأمطار في جبال الحجر في الشمال بمقدار 25 سـم (10 بوصة) سنويًا، ولكن معظم أنحاء البلاد جافة جدًا، باستثناء المنطقة الساحلية الجنوبية الشرقية، والتي تكون رطبة وتخضع لموسم لخريف، حيث الرياح الموسمية الجنوبية الشرقية التي تجلب المطر والضباب إلى المناطق الساحلية.  في فصل الصيف، يكون الطقس في كامل شبه الجزيرة العربية ثابتًا للغاية، مع وجود نظام ضغط جوي منخفض ثابت فوق المنطقة. ترتفع درجة حرارة المناطق الداخلية الصحراوية المنخفضة العاكسية، ويرتفع الهواء الساخن، وتكون الرطوبة منخفضة للغاية بحيث لا تتشكل السحب. ومع ذلك، فالغبار يرتفع عالياً، مما يؤدي إلى الظروف الضبابية التي يتم مشاهدتها هناك. 

## النباتات
لقد تم تسجيل أكثر من أربعمائة (400) نوع من النباتات في شرق شبه الجزيرة العربية. ويبدو أن النوع الأكثر شهرة بينها متمثل في، شجرة اللبان، والتي تنمو فقط في كل من: جبال جنوب عمان، واليمن، والصومال.  وعلى الرغم من أن العديد من أجزاء الساحل ذات طبيعة صخرية، إلا أن السهول الساحلية في كل من: الباطنة وظفار تكون محاطة بالكثبان الرملية والمستنقعات المالحة. مما يؤدي إلى ازدهار النباتات المحبة للملح، والمتمثلة في القديسية، وعويذران، والقرم البحري. وتختلف العديد من النباتات المقاومة للملوحة في منطقة الباطنة عن تلك الموجودة على الساحل الجنوبي، وتوجد أيضًا نباتات مثل الطحماء دائرية الأجنحة، وحرض إكليل الجبل، تكون موجودة أيضًا في المنطقة الإيرانية الطورانية . 
وفي المعتاد تتميز السبخات (المسطحات الملحية) ذات الظروف شديدة الملوحة بغياب الغطاء النباتي. ولكن في بعض الحالات، يمكن أن تتواجد الحياة النباتية على تلال رملية صغيرة في هذه السبخات، والمعروفة باسم النبخات، أو النبكات؛ وذلك بسبب مستويات الملوحة المنخفضة نسبيًا.  وفي جنوب البلاد، تخلق الأمطار الموسمية ثروة من النباتات، والتي تفتقر إليها المناطق الأكثر جفافاً. 

## الحيوانات

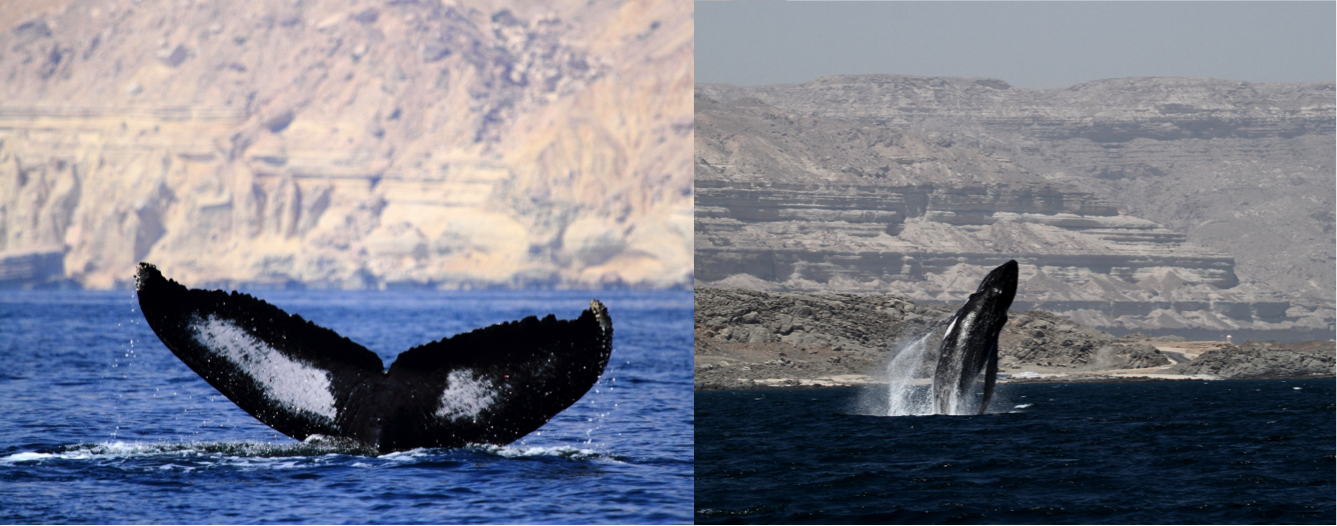
الحيتان الحدباء العربية قبالة سواحل ظفار

تعد جبال ظفار في جنوب عُمان من بين الأماكن الأخيرة التي بقي فيها النمر العربي على قيد الحياة، وقد تم إنشاء محمية جبل سمحان الطبيعية؛ بغرض حماية هذه القطط الكبيرة المهددة بالانقراض. والمحمية تشمل أيضًا الحيوانات آكلة اللحوم الأخرى مثل الضبع المخطط، وثعلب بلانفورد، والقط البري العربي.  ويحتوي الجزء الأوسط من عُمان على مساحات شاسعة من الأراضي الصحراوية الحصوية، مع القليل جدًا من النباتات. وقد تم أيضًا إنشاء محمية المها العربي في هذا الجزء، بهدف المساعدة في الحفاظ على المها العربي، كما أن المحمية صارت بمثابة الملجأ لبعض الحيوانات الأخرى مثل: غزال الرمل، وغزال الجبل، والوعل النوبي، وغرير العسل، والثعلب الأحمر، والوشق، وقط الرمل، والقط البري العربي. 
وبالنسبة للطيور، فقد تم تسجيل أكثر من خمسمائة (500) نوع من الطيور في عمان. البعض منها مقيم بصفة دائمة، والبعض الآخر يصل في الربيع للتكاثر، ثم يرحل بحلول فصل الخريف. ولا يزال هناك المزيد منها في طريق العبور، على طرق الهجرة بين منطقة القطب الشمالي القديم، وأفريقيا، وشبه القارة الهندية. الساحل الشرقي للبلاد المشهوربمسطحاته الطينية وبحيراته، يزوره العديد من أنواع الطيور الخواضة، وتعد مناطق أشجار القرم البحري موطنًا لبعض الطيور مثل طائر القطقاط أحمر اللغد، وطائر الرفراف ذو الطوق الابيض. ومن جانب آخر، يعد الساحل والجزر البحرية موطنًا للطيور النورسية والطيور البحرية والغاق. في حين تجذب المناطق الجبلية في شمال البلاد العديد من العصفوريات أثناء مرورها، وتعد المناطق الصحراوية موطنًا لطيور الحبارى الإفريقي المهددة بالانقراض، وطيور السفرج، أو الحجل الرملي وأربعة أنواع من القطويات، والقبرة الصحراوية، والجشنة، والأبلق، وطائر الدرسة. وتجذب الجبال أيضًا النسور الذهبية، والنسور المصرية، أو ما يعرف بالرخمة. وتتمتع منطقة ظفار في الجنوب بتنوع كبير في أنواع الطيور المتكاثرة والمهاجرة.  ويعتقد أن البومة العمانية، وهي نوع من البوم تم اكتشافه في عام 2013م، هي الطائر الوحيد المتوطن في عُمان. 
كما يوجد في عُمان حوالي (64) أربعة وستين نوعًا من الزواحف؛ والتي تشمل كل من: السحالي، والسقنقورية، وأبو بريص، والعضرفوط، ونوع واحد من الحربائيات. ويبلغ عدد أنواع الثعابين الموجودة بالبلاد حوالي (12) اثني عشر نوعًا، ومعظم هذه الأنواع غير ضار، بإستثناء الأفعى ذات القرون (غير شائعة)، وأفعى الحارية، والأفعى المنتفخة، والكوبرا، والتي تعد أنواعًا سامة. وهناك ثلاثة أنواع فقط من البرمائيات، يتمثل أحدها في العلجوم الظفاري، أو ضفدع ظفار .  إن عدد أسماك المياه العذبة الموجودة في البلاد محدود، وذلك بسبب قلة المسطحات المائية الدائمة. وتمثل سمكة عمان جارا، أو الصد العماني، إحدى الأسماك التي توجد في الجبال الشمالية، كما يوجد منها أيضًا نسخة عمياء تعيش في الكهوف.
وتتميز عُمان أيضًا بتنوع الحيوانات البحرية، وخاصة الحوتيات. فهناك مجموعة من الحيتان الحدباء، أو ما يسمى بجمل البحر، والتي قد تكون الأكثر عزلة، وربما الأكثر عرضة للخطر، وهي الوحيدة غير المهاجرة في العالم. وتوجد قبالة سواحل مسقط حيتان حدباء أخرى، وحيتان زرقاء قزمة، وحيتان برايد، وحيتان العنبر، وحيتان قاتلة كاذبة، ودلافين ريسو، والدلافين الدوارة، ودلافين قارورية الأنف، ودلافين المحيطين الهندي والهادئ، أو ما يعرف باسم الدلافين البيضاء الصينية، وفي بعض الأحيان يوجد الحوت القاتل. 

## حفظ
وتعد عُمان أكثر وعيًا من بعض جيرانها، فيما يتعلق بضرورة الحفاظ على الحياة البرية في البلاد. وفي إطار ذلك قامت عمان بالتوقيع على عدد من المعاهدات بشأن القضايا العالمية، كما أنها خصصت عدداً من المناطق كمحميات طبيعية. كما قامت بوضع التدابير اللازمة لحماية الشواطئ التي تتكاثر فيها السلاحف البحرية الخضراء المهددة بالانقراض،  وتم إنشاء صندوق للحفاظ على النمر، وتم أيضًا إنشاء محمية المها العربي، والتي تم إدراجها ضمن مواقع للتراث العالمي لليونسكو في عام 1994. وعلى الرغم من ذلك، قامت الحكومة العمانية في وقت لاحق بتقليص حجم المنطقة المحمية بنحو 90٪، وذلك للتنقيب عن النفط، مما تسبب في إسقاط المحمية من قائمة مواقع التراث العالمي، وكان ذلك في عام 2007م، لتصبح بذلك أول موقع للتراث العالمي يتم شطبه من القائمة على الإطلاق. 